# Shinchōsha

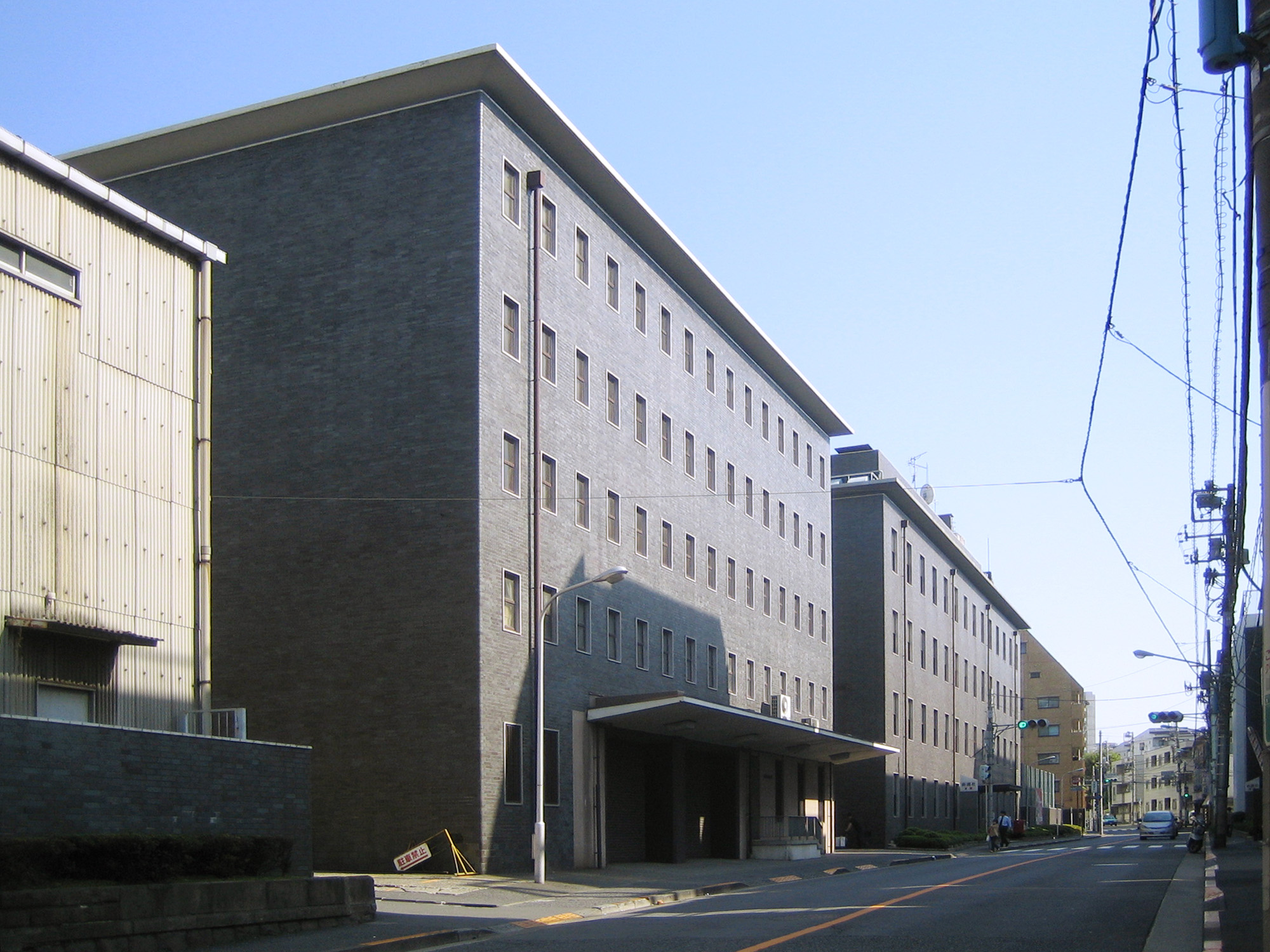
Shinchosha headquarters.

Shinchosha (新潮社 Shinchōsha?) es una editorial japonesa especializada en publicar manga. Se fundó en 1986 en la ciudad de Tokio, Japón. Shinchosa es uno de los auspiciadores del Premio a la mejor novela fantástica de Japón.

## Revistas
- Nicola
- Shinchō
- Nikopuchi (ニコ★プチ)

### Semanales
- Weekly Comic Bunch (週刊コミックバンチ?)
- Weekly Shinchō (週刊新潮?)
- FOCUS (suspended)

### Mensuales
- ENGINE
- Monthly Comic@Bunch (月刊コミック＠バンチ?)
- Foresight
- "Monthly" Series (「月刊」シリーズ?)
- Nami (波?)
- nicola
- Shinchō
- Shinchō 45 (新潮45?)
- Geijutsu Shinchō (芸術新潮?)
- Shōsetsu Shinchō (小説新潮?)
- Tabi (旅?)